# Division 1 (Bélgica) 1970-71
La Primera División de Bélgica 1970/71 fue la 68.ª temporada de la máxima competición futbolística en Bélgica.

## Tabla de posiciones
| Pos | Equipo                      | PJ | PG | PE | PP | GF | GC | Pts | DG  | Notas                                                |
| --- | --------------------------- | -- | -- | -- | -- | -- | -- | --- | --- | ---------------------------------------------------- |
| 1   | Standard Club Liégeois      | 30 | 21 | 5  | 4  | 66 | 24 | 47  | +42 | Clasificado a la Copa de Campeones de Europa 1971-72 |
| 2   | RFC Brugeois                | 30 | 21 | 4  | 5  | 71 | 32 | 46  | +39 | Clasificado a la Copa de la UEFA 1971-72             |
| 3   | RSC Anderlechtois           | 30 | 18 | 5  | 7  | 53 | 28 | 41  | +25 | Clasificado a la Copa de la UEFA 1971-72             |
| 4   | Lierse S.K.                 | 30 | 17 | 1  | 12 | 45 | 31 | 35  | +14 | Clasificado a la Copa de la UEFA 1971-72             |
| 5   | Racing White                | 30 | 12 | 9  | 9  | 35 | 29 | 33  | +6  |                                                      |
| 6   | K Beerschot VAV             | 30 | 12 | 9  | 9  | 36 | 32 | 33  | +4  | Clasificado a la Recopa de Europa 1971-72            |
| 7   | SK Beveren-Waas             | 30 | 11 | 8  | 11 | 33 | 33 | 30  | 0   |                                                      |
| 8   | K. Sint-Truidense V.V.      | 30 | 12 | 7  | 11 | 36 | 39 | 29  | -3  |                                                      |
| 9   | KSV Waregem                 | 30 | 8  | 11 | 11 | 33 | 35 | 27  | -2  |                                                      |
| 10  | Royale Union Saint-Gilloise | 30 | 9  | 7  | 14 | 40 | 49 | 25  | -9  |                                                      |
| 11  | RFC Liégeois                | 30 | 6  | 13 | 11 | 17 | 33 | 25  | -16 |                                                      |
| 12  | Crossing Club Schaerbeek    | 30 | 9  | 6  | 15 | 29 | 42 | 24  | -13 |                                                      |
| 13  | Royal Antwerp FC            | 30 | 9  | 6  | 15 | 30 | 50 | 24  | -20 |                                                      |
| 14  | KFC Diest                   | 30 | 7  | 10 | 13 | 29 | 37 | 24  | -12 |                                                      |
| 15  | R. Charleroi S.C.           | 30 | 8  | 7  | 15 | 37 | 54 | 23  | -17 | Descenso a la Division II                            |
| 16  | La Gantoise                 | 30 | 4  | 6  | 20 | 23 | 65 | 14  | -42 | Descenso a la Division II                            |

PJ = Partidos jugados; PG = Partidos ganados; PE = Partidos empatados; PP = Partidos perdidos; GF = Goles a favor; GC = Goles en contra; Pts = Puntos; DG = Diferencia de goles